# Carlet
Carlet település Spanyolországban, Valencia tartományban. Carlet L’Alcúdia, Alfarp, Alginet, Benimodo, Catadau, Guadassuar és Tous községekkel határos. Lakosainak száma 16 428 fő (2024).

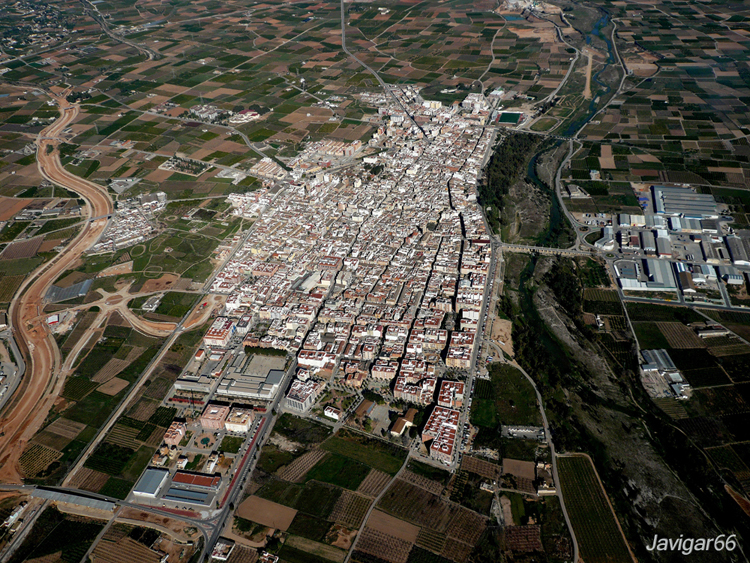
Légi felvétel (2009)

## Népesség
A település népessége az utóbbi években az alábbiak szerint változott:
| Lakosok száma | 13 728 | 14 622 | 15 189 | 15 527 | 15 296 | 15 351 | 15 446 | 15 598 | 15 945 | 16 428 |
|               | 2001   | 2004   | 2007   | 2009   | 2012   | 2014   | 2017   | 2019   | 2022   | 2024   |